# アドベンチャープール

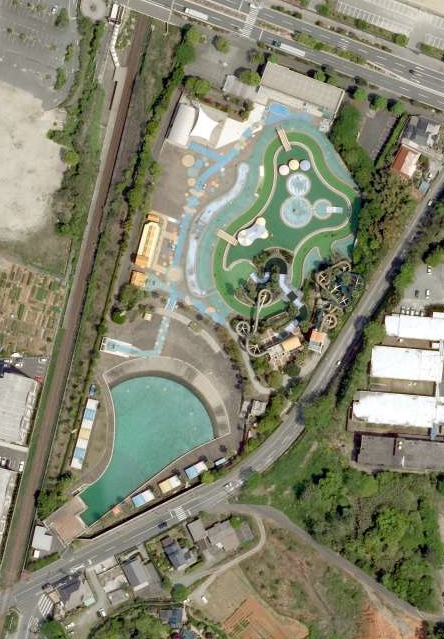
2009年時点の航空写真。

アドベンチャープールは、福岡県北九州市小倉南区にある市営のプール施設。正式名称は北九州市立志井ファミリープール。

## 概要
1985年（昭和60年）1月9日に開業した北九州モノレール小倉線の終点である企救丘駅付近の志井公園内に1986年（昭和61年）7月5日に開業した。1989年（平成元年）3月11日には、敷地のすぐ西側にJR九州が志井公園駅を開業した。
指定管理者制度により、民間管理に移行されている。現在の管理者は岡﨑建工（株）。
　

## 所在地
- 福岡県北九州市小倉南区志井公園2-1

## プールの種類
- 波のプール
- 幼児プール
- せせらぎプール
- 流水プール
- 川下りプール
- スライダープール

## 料金
- 入場料（波のプール等を利用する場合は別途都度料金が必要）
  - 一般（高校生以上） 400円
  - 小中学生 200円
  - 幼児 50円
- フリーパス（入場料含む）
  - 一般 1,200円
  - 小中学生 800円

## 営業時間
- 開園：9:00 閉園：18:30

## 営業期間
- 7月10日から8月31日
- 近年は9月も半ばまで土日祝日に限って営業している。該当日は毎年異なるので公式サイトを参照。

## アクセス
- JR・モノレール
  - JR日田彦山線志井公園駅から徒歩1分
  - 北九州モノレール小倉線企救丘駅から徒歩3分

※入場券とモノレールの往復セット券あり
- 自動車
  - 第1〜第3駐車場（終日500円）